# Rogéria Santos
Rogéria de Almeida Pereira dos Santos (Rio de Janeiro, 19 de Agosto de 1966) é uma missionária e política brasileira, filiada ao partido Republicanos, eleita para o cargo de Deputada Federal pela Bahia.

## Biografia
Foi eleita em 2016 para vereadora de Salvador, atingindo 12.303 votos (1,06%).
Foi consagrada missionária pela Igreja Universal, e se tornou a principal aposta da igreja para a eleição de deputado federal em 2022, no qual conseguiu se eleger com a votação de 82.012 votos.